# خلوم (ناحیه تشسکا لیپا)
خلوم (به چکی: Chlum) یک منطقهٔ مسکونی در جمهوری چک است که در ناحیه تشسکا لیپا واقع شده‌است.